# Drie Papegaaien (Wassenaar)
Drie Papegaaien is een buurt, gelegen in het centrum van de gemeente Wassenaar. Drie Papegaaien is ongeveer 120 ha groot en grenst aan het oude centrum en de buurt De Paauw in het noorden en aan De Kieviet en Oud-Wassenaar in het zuiden. 
De buurt bestaat uit twee delen: de landgoederen in het oosten en een villawijk in het westen. De landgoederen in de buurt zijn Landgoed Backershagen, Landgoed Beukhaghe, Landgoed de Wiltzanck en Landgoed de Hartenkamp.
De villawijk is omgeven door de Schouwweg, Prinsenweg, Backershagenlaan en Rust en Vreugdlaan. De naam van de buurt verwijst naar een zestiende-eeuwse boerderij De Drie Papegaaien aan de Schouwweg. Deze boerderij is meerdere malen van eigenaar gewisseld, waaronder ook prins Frederik der Nederlanden. In die tijd was de boerderij een herberg met uitspanning voor paarden en als drink- en eetgelegenheid voor jachtpartijen. Vanaf 1919 werd het gebied bestemd voor villabouw, maar pas na de komst van de tramverbinding met Den Haag en Leiden (de Gele Tram), met twee haltes in de wijk, kwam de ontwikkeling echt op gang.
Straten in de buurt zijn:
- Admiraal Helfrichlaan
- Araweg
- Backershagenlaan
- Generaal Winkelmanlaan
- Groot Haesebroekseweg
- Landgoed Backershagen
- Paauwlaan
- Papegaaienlaan
- Poortlaan
- Prinsenweg
- Rust en Vreugdlaan
- Schout bij Nacht Doormanlaan
- Schouwweg
- Zanderijlaan
- Zanderijpad

Dorp: Wassenaar    Gehucht: Maaldrift     Buurtschappen: Den Deijl · Rijksdorp

Wijken en buurten: De Kieviet · Drie Papegaaien · Kerkehout · Nieuw Wassenaar · Oostdorp · Oud Wassenaar

Zuid-Holland: Steden en dorpen      Nederland: Provincies · Gemeenten